# Dibamus tebal
Dibamus tebal là một loài thằn lằn trong họ Dibamidae. Loài này được Das & Lim mô tả khoa học đầu tiên năm 2009.